# رود بورنایا
رود بورنایا (انگلیسی: Burnaya) یک رودخانه در استان لنینگراد کشور روسیه است.